# Clusiella pendula
Clusiella pendula är en tvåhjärtbladig växtart som beskrevs av José Cuatrecasas. Clusiella pendula ingår i släktet Clusiella och familjen Calophyllaceae. Inga underarter finns listade i Catalogue of Life.